# Crella ula
Crella ula är en svampdjursart som först beskrevs av de Laubenfels 1950.  Crella ula ingår i släktet Crella och familjen Crellidae. Inga underarter finns listade i Catalogue of Life.